# Destutia oblentaria
Destutia oblentaria är en fjärilsart som beskrevs av Augustus Radcliffe Grote 1883. Destutia oblentaria ingår i släktet Destutia och familjen mätare. Inga underarter finns listade i Catalogue of Life.